# We Have Come for Your Children
We Have Come for Your Children é o segundo (e último de estúdio) álbum do The Dead Boys, lançado em 1978. Foi produzido por Felix Pappalardi, mais conhecido como músico do Mountain, também contém a participação especial de Joey e Dee Dee Ramone, ambos dos Ramones. A música "Tell Me" é uma cover do Rolling Stones.

## Faixas
1. "3rd Generation Nation" (Bators) – 2:35
2. "I Won't Look Back" (Zero) – 2:16
3. "(I Don't Wanna Be No) Catholic Boy" (Bators) – 2:42
4. "Flame Thrower Love" (Bators, Zero) – 2:03
5. "Son of Sam" (Zero) – 5:10
6. "Tell Me" (Jagger, Richards) – 2:37
7. "Big City" (Fowley, Steven T.) – 3:03
8. "Calling on You (Bators, Chrome, Zero) – 3:29
9. "Dead and Alive" (Bators, Chrome) – 1:48
10. "Ain't It Fun" (Chrome, Laughner) – 4:34

## Músicos
- Stiv Bators -vocal
- Jimmy Zero - guitarra, backing vocals
- Johnny Blitz - bateria
- Cheetah Chrome - guitarra, backing vocals
- Jeff Magnum - baixo
- Felix Pappalardi - backing vocals
- Dee Dee Ramone - backing vocals
- Joey Ramone - backing vocals

## Cover
- A banda punk, Electric Frankenstein, regravou a música "3rd Generation Nation" em seu terceiro álbum: "Annie's Grave".
- A banda de hard rock Guns N' Roses regravou a música "Ain't it fun" em seu quinto álbum, "The Spaghetti Incident?", o último antes da longa pausa até o lançamento de "Chinese Democracy".